# Roxbury (Maine)
Roxbury és una població dels Estats Units a l'estat de Maine (EUA). Segons el cens del 2000 tenia 384 habitants.

## Demografia
Segons el cens del 2000, Roxbury tenia 384 habitants, 165 habitatges, i 119 famílies. La densitat de població era de 3,5 habitants/km².
Dels 165 habitatges en un 26,7% hi vivien nens de menys de 18 anys, en un 60,6% hi vivien parelles casades, en un 6,1% dones solteres, i en un 27,3% no eren unitats familiars. En el 23% dels habitatges hi vivien persones soles el 7,3% de les quals corresponia a persones de 65 anys o més que vivien soles. El nombre mitjà de persones vivint en cada habitatge era de 2,33 i el nombre mitjà de persones que vivien en cada família era de 2,67.
Per edats la població es repartia de la següent manera: un 20,1% tenia menys de 18 anys, un 2,9% entre 18 i 24, un 28,9% entre 25 i 44, un 30,7% de 45 a 60 i un 17,4% 65 anys o més.
L'edat mediana era de 44 anys. Per cada 100 dones de 18 o més anys hi havia 106 homes.
La renda mediana per habitatge era de 41.750 $ i la renda mediana per família de 45.000 $. Els homes tenien una renda mediana de 35.625 $ mentre que les dones 21.346 $. La renda per capita de la població era de 18.615 $. Entorn del 5,7% de les famílies i el 9,2% de la població estaven per davall del llindar de pobresa.